# Knežija
Knežija je zagrebačko gradsko naselje (kvart) koje se nalazi na zapadnom dijelu grada, pripada gradskoj četvrti Trešnjevka – jug, kao naselje čini zaseban mjesni odbor.
Na Knežiji se nalazi Osnovna škola Matije Gupca, Osnovna škola Horvati te salezijanski samostan i crkva Blažene Djevice Marije Pomoćnice, što je i središte istoimene rimokatoličke župe. Poštanski broj kvarta je 10000.
Iz Knežije je međuratni nogometni klub RŠK Amateur.

## Vanjske poveznice
- Župa Marije Pomoćnice
- Članovi Vijeća mjesnog odbora  Arhivirana inačica izvorne stranice od 10. ožujka 2016. (Wayback Machine)